# Lightweight Exo-Atmospheric Projectile
Lightweight Exo-Atmospheric Projectile – LEAP (Lekki Pocisk Egzosferyczny) amerykańska głowica kinetyczna, skonstruowana do zwalczania pocisków balistycznych lub pojazdów powrotnych (reentry vehicles) głowic pocisków balistycznych, w niższej warstwie egzosferycznej atmosfery.
Opracowane i produkowane przez zakłady Raytheona głowice LEAP, stanowią ładunek bojowy wchodzących w skład systemu antybalistycznego Aegis BMD pocisków antybalistycznych RIM-161 Standard Missile 3 Block IA, przeznaczonych do zwalczania taktycznych pocisków balistycznych. Odmiany tej głowicy, stanowiące przedmiot prowadzonych aktualnie prac badawczo-naukowych oraz konstrukcyjnych, stanowić mają ładunek bojowy przyszłych pocisków SM-3 Block IB, SM-3 Block II oraz SM-3 Block IIA – o szerszym spektrum zastosowań w zakresie zwalczania pocisków balistycznych.